# 1939 في فلسطين الانتدابية
أحداث عام 1939 في الانتداب البريطاني على فلسطين.

## أصحاب المنصب
- المفوض السامي - السير هارولد ماكمايكل
- أمير شرق الأردن - عبد الله بن الحسين
- رئيس وزراء شرق الأردن - توفيق أبو الهدى

## الأحداث
- 7 فبراير- 17 مارس- عقد مؤتمر لندن في قصر سانت جيمس في محاولة لحل مستقبل الانتداب البريطاني على فلسطين. ينتهي المؤتمر دون إحراز أي تقدم.
- 27 شباط/فبراير- مقتل 38 فلسطينيًا عربيًا وإصابة 44 آخرين بجروح نتيجة انفجار عدد من القنابل في أنحاء البلاد في الصباح.[1]
- 2 آذار/ مارس- البث الأول لمحطة إذاعة الإرجون تحت الأرض " كل تسيون هالوكيميت".
- 27 آذار/ مارس- تعرض عبد الرحيم الحاج محمد وهو زعيم فلسطيني، لكمين وقتل على يد الجيش البريطاني.
- 2 أيار- تأسيس كيبوتس الداليا.
- 3 أيار- تأسيس كيبوتس الدفنة.
- 4 أيار- تأسيس كيبوتس دان.
- 8 مايو- تأسيس كيبوتس سديه إلياهو.
- 17 مايو- أصدرت الحكومة البريطانية -بعد فشل مؤتمر لندن واستمرار الثورة العربية- الكتاب الأبيض لعام 1939 والذي تخلى عن فكرة التقسيم، وفرض قيودًا شديدة على الهجرة اليهودية إلى فلسطين وفرضت قيودًا صارمة على حقوق اليهود في الشراء الأرض من العرب.
- 23 مايو - تأسيس كيبوتس مهنايم
- 23 أيار - تأسيس موشاف شدموت دفورا
- 23 أيار - تأسيس كيبوتس هزورييم
- 23 أيار- تأسيس كيبوتس كفار جليكسون
- 28 أيار- تأسيس موشاف مشمار هيام
- 23 حزيران (يونيو)- تأسيس كيبوتس الحمادية
- 26 حزيران- تأسيس موشاف كفار نتر
- 12 تموز- تأسيس كيبوتس نيجبا
- 13 آب- تأسيس كيبوتس جيشر
- 29 تشرين الأول- تأسيس كيبوتس عمير

### تواريخ غير معروفة
- تأسيس كيبوتس بيت أورن
- تأسيس كيبوتس آفيك
- تأسيس موشاف كفار فاربورغ

## أبرز المواليد
- 3 كانون الثاني (يناير)- أريك أينشتاين، مغني وكاتب أغاني إسرائيلي (توفي عام 2013)
- 10 شباط- يوفال زاليوك قائد الأوركسترا الإسرائيلية الأمريكية
- 12 شباط- ياعيل ديان، سياسية وكاتبة اسرائيلية
- 4 آذار/ مارس - تسفي مازل، دبلوماسي إسرائيلي
- 23 آذار/ مارس - إيتامار إيفين زوهار، باحثة ثقافية إسرائيلية
- 11 نيسان- الشاعر الاسرائيلي اهارون شبتاي
- 22 نيسان/ أبريل- أوري أور، جنرال وسياسي إسرائيلي
- 27 نيسان/ أبريل- جدعون أرييل، رياضي أولمبي إسرائيلي وعالم ميكانيكي حيوي
- 3 أيار/ مايو- الصحفي والمنتج التلفزيوني الإسرائيلي أدير زك (توفي عام 2005)
- 4 أيار - عاموس عوز، كاتب وروائي وصحفي إسرائيلي (توفي 2018) [2]
- 22 حزيران (يونيو)- عادا يوناث، عالمة بلورات إسرائيلية، حائزة على جائزة نوبل في الكيمياء
- 30 حزيران (يونيو)- جيورا ليف، جنرال وسياسي إسرائيلي، رئيس بلدية بتاح تكفا السابع
- 8 تموز/ يوليو- عبد الحميد شرف رئيس وزراء أردني سابق (توفي 1980)
- 14 تموز/ يوليو- سيونا شمشي، رسامة ونحاتة وصانعة خزف ومصممة نسيج إسرائيلية
- 17 يوليو/ تموز- شبتاي شافيت، ضابط إسرائيلي ومدير الموساد
- 22 تموز- جيلا الماجور ممثلة وكاتبة اسرائيلية
- 24 تموز/ يوليو- تمار أدار، كاتبة إسرائيلية (توفيت عام 2008)
- 15 آب- يسرائيل ارئيل، حاخام اسرائيلي
- 16 أغسطس- رام كاسبي، محامي إسرائيلي
- 17 آب/ أغسطس- جدعون ساغي، سياسي إسرائيلي
- 24 آب- يهوشوا سوبول، كاتب مسرحي وكاتب ومخرج إسرائيلي
- 26 أغسطس- بنشاس غولدشتاين، سياسي إسرائيلي (توفي عام 2007).
- 9 أيلول- رؤوفين ريفلين، سياسي إسرائيلي

ورئيس إسرائيل الحالي ورئيس الكنيست السابق
- 16 أيلول - يعقوب نيمان، سياسي إسرائيلي (توفي عام 2017)
- 19 سبتمبر- مقتل مدرب المصارعة الإسرائيلي موشيه واينبرغ في أولمبياد ميونيخ (توفي عام 1972).
- 24 أيلول/ سبتمبر- موتي كيرشنباوم، صحفي إسرائيلي وشخصية إعلامية
- 29 سبتمبر- يوئيل شوارتز، الحاخام الحريدي والمؤلف والمعلم (توفي عام 2022 )
- 13 أكتوبر- جدعون تيش لاعب كرة قدم إسرائيلي
- 10 تشرين الثاني (نوفمبر)- صخر حبش سياسي عربي فلسطيني وزعيم في حركة فتح (توفي 2009).
- 24 كانون الأول- أفيهو بن نون، طيار حربي إسرائيلي، قائد سلاح الجو الإسرائيلي
- 28 ديسمبر- يهورام غاون، مغني وممثل ومقدم برامج ومؤلف إسرائيلي.
- التاريخ الكامل غير معروف
  - حكم بلعاوي، كاتب عربي فلسطيني وعضو المجلس التشريعي الفلسطيني
  - غادة الكرمي، طبيبة فلسطينية عربية، مؤلفة وأكاديمية.
  - سميح القاسم، شاعر درزي إسرائيلي من مواليد شرق الأردن.
  - أفنير شاليف، جنرال إسرائيلي، مدير ياد فاشيم.